# 木八剌沙 (元朝)
木八剌沙（?—?），元朝大臣，元成宗时中书平章政事。
木八剌沙曾为上都留守，主持屯田、和籴。元成宗大德七年（1303年）二月，担任中书省平章政事。三月，朱清、张瑄贿赂案发，他和平章政事赛典赤伯颜等人全部罢相。大德九年（1305年），木八剌沙再次担任中书省平章政事。